# Godzillas son
Godzillas son är en japansk film från 1967 regisserad av Jun Fukuda. Det är den åttonde filmen om det klassiska filmmonstret Godzilla.

## Handling
Vetenskapsmän som forskar i väderförändringar på en tropisk ö får mer än vad de räknat med när Godzilla dyker upp för att kämpa mot insekter och för att skydda sitt nyfödda barn.

## Om filmen
Filmen hade världspremiär i Japan den 16 december 1967 och svensk premiär på TV den 21 augusti 1973.

## Rollista (urval)
- Tadao Takashima - doktor Kusumi
- Akira Kubo - Goro Maki
- Seiji Onaka - Godzilla
- Yū Sekida - Godzilla
- Haruo Nakajima - Godzilla
- Little Man Machan - Minilla